# Ridly Greig
Ridly Greig, född 8 augusti 2002, är en kanadensisk professionell ishockeyforward som är kontrakterad till Ottawa Senators i National Hockey League (NHL) och spelar för Belleville Senators i American Hockey League (AHL).
Han har tidigare spelat för Brandon Wheat Kings i Western Hockey League (WHL).
Greig draftades av Ottawa Senators i första rundan i 2020 års draft som 26:e spelare totalt.
Han är son till Mark Greig och brorson till Bruce Greig.

## Statistik
| 2015–2016  | Lethbridge Golden Hawks U15 | AMBHL      | 36  | 13 | 29  | 42  | 14  | 12 | 4  | 6  | 10 | 4  |
| 2016–2017  | Lethbridge Golden Hawks U15 | AMBHL      | 35  | 22 | 49  | 71  | 38  | 13 | 10 | 8  | 18 | 24 |
|            | Lethbridge Hurricanes U16   | AMMHL      | 1   | 0  | 0   | 0   | 8   | —  | —  | —  | —  | —  |
| 2017–2018  | Lethbridge Hurricanes U18   | AMHL       | 32  | 24 | 30  | 54  | 44  | 12 | 5  | 16 | 21 | 20 |
|            | Brandon Wheat Kings         | WHL        | 4   | 0  | 1   | 1   | 0   | —  | —  | —  | —  | —  |
| 2018–2019  | Brandon Wheat Kings         | WHL        | 63  | 14 | 21  | 35  | 57  | —  | —  | —  | —  | —  |
| 2019–2020  | Brandon Wheat Kings         | WHL        | 56  | 26 | 34  | 60  | 83  | —  | —  | —  | —  | —  |
| 2020–2021  | Brandon Wheat Kings         | WHL        | 21  | 10 | 22  | 32  | 39  | —  | —  | —  | —  | —  |
|            | Belleville Senators         | AHL        | 7   | 1  | 2   | 3   | 2   | —  | —  | —  | —  | —  |
| 2021–2022  | Brandon Wheat Kings         | WHL        | 39  | 26 | 37  | 63  | 92  | 6  | 2  | 1  | 3  | 22 |
|            | Belleville Senators         | AHL        | —   | —  | —   | —   | —   | 1  | 0  | 1  | 1  | 2  |
| 2022–2023  | Ottawa Senators             | NHL        | 20  | 2  | 7   | 9   | 12  | —  | —  | —  | —  | —  |
|            | Belleville Senators         | AHL        | 39  | 15 | 14  | 29  | 46  | —  | —  | —  | —  | —  |
| NHL totalt | NHL totalt                  | NHL totalt | 20  | 2  | 7   | 9   | 12  | —  | —  | —  | —  | —  |
| AHL totalt | AHL totalt                  | AHL totalt | 46  | 16 | 16  | 32  | 48  | 1  | 0  | 1  | 1  | 2  |
| WHL totalt | WHL totalt                  | WHL totalt | 183 | 76 | 115 | 191 | 271 | 6  | 2  | 1  | 3  | 22 |

### Internationellt
| Källa: Uppdaterad: 2023-01-26 | Källa: Uppdaterad: 2023-01-26 | Källa: Uppdaterad: 2023-01-26 |         | Utv = Utvisningsminuter | Utv = Utvisningsminuter | Utv = Utvisningsminuter | Utv = Utvisningsminuter | Utv = Utvisningsminuter |
| År                            | Lag                           | Mästerskap                    | Matcher | Mål                     | Assists                 | Poäng                   | Utv                     |                         |
| ----------------------------- | ----------------------------- | ----------------------------- | ------- | ----------------------- | ----------------------- | ----------------------- | ----------------------- | ----------------------- |
| 2019                          | Kanada                        | Hlinka Gretzky                | 5       | 2                       | 1                       | 3                       | 4                       |                         |
| 2020                          | Kanada                        | JVM                           | 5       | 3                       | 3                       | 6                       | 8                       |                         |
| Junior totalt                 | Junior totalt                 | Junior totalt                 | 10      | 5                       | 4                       | 9                       | 12                      |                         |